# René Grignon
René Grignon (* 4. Juli 1950 in Gennevilliers; † 28. Dezember 2018 in Suresnes) war ein französischer Radrennfahrer.

## Sportliche Laufbahn
Grignon war im Bahnradsport aktiv. Er hatte seinen bedeutendsten sportlichen Erfolg mit dem Gewinn der Bronzemedaille in der Mannschaftsverfolgung bei den Bahnradsport-Weltmeisterschaften 1969. Der französische Bahnvierer startete mit René Grignon, Claude Buchon, Daniel Rebillard und Bernard Darmet.
Bei den nationalen Meisterschaften gewann er zweimal die Bronzemedaille in der Mannschaftsverfolgung. Er startete für den Verein CSM Puteaux.